# Panther (Köln)

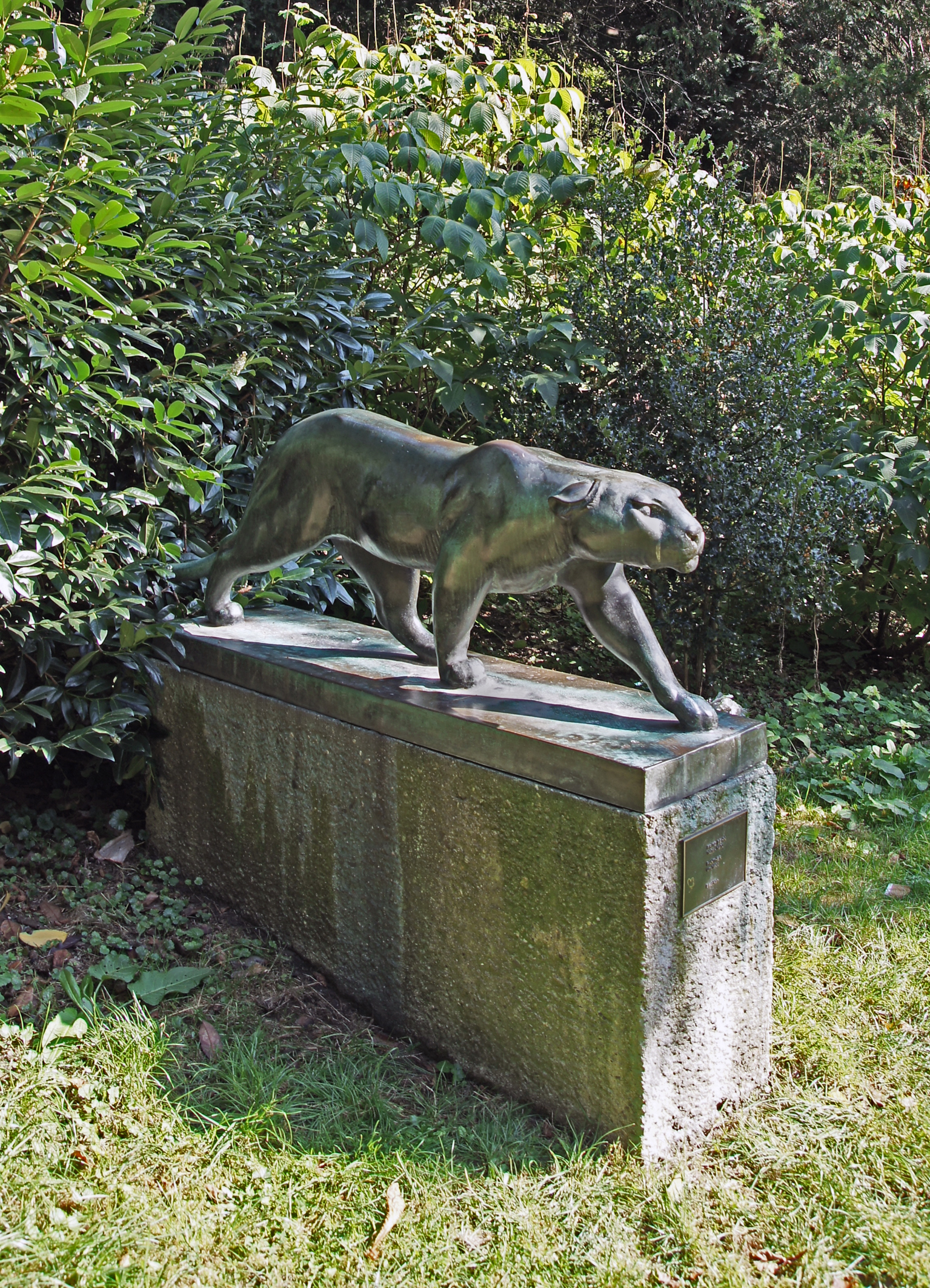
Panther im Südpark, 2012

Panther ist ein denkmalgeschütztes Kunstwerk des Tierplastikers Fritz Behn in Köln-Marienburg. Eigentümer der Plastik ist die Stadt Köln.
Daten
um 1920
Material: Bronze
Höhe: 71 cm
Länge: 186 cm
Guss: Erzguss Ferdinand von Miller, München
Signatur auf der Plinthe: F. Behn

## Beschreibung
Die im Südpark aufgestellte Tierplastik wurde um 1920 (eine genauere Datierung konnte bislang mangels Originaldokumenten nicht erfolgen) vom Bildhauer Fritz Behn geschaffen. Die ausdrucksstarke Plastik einer Großkatze ist in spannungsvoller Jagdhaltung dargestellt. Aufgrund der reduzierten Form und der glatt behandelten Oberfläche ist die Großplastik als für die Entstehungszeit modern anzusprechen.
Gemeinsam, mit dem sie umgebenden Park wurde die Plastik am 1. Juli 1980 als Kleindenkmal unter Schutz gestellt (Denkmal Nr. 231).